# Symphony (альбом)
Symphony — девятый студийный альбом английской певицы Сары Брайтман, выпущенный в 2008 году.

## Об альбоме
Symphony первый студийный альбом, выпущенный за пять лет, не считая сборников (после «Harem»). Как и предыдущий альбом соединяет различные жанры. «На протяжении моей карьеры я работала в очень различных музыкальных стилях» — рассказывает Сара о своем новом альбоме, — «Это первый альбом, в котором все эти стили соединились для создания разнообразного музыкального пейзажа». Альбом включает как оперные произведения (к примеру, «Attesa» — это Аве Мария Масканьи), так и современные. Как и предыдущие альбомы, «Symphony» содержит много кавер-версий.

## Обложка и буклет
Фоном обложки и коллажей в буклете являются концептуальные иллюстрации к игре Guild Wars, созданные художником Daniel Dociu. Помимо концептуальных иллюстраций Даниел также нарисовал несколько картин специально для «Symphony». На них были наложены фотографии Сары, сделанные Саймоном Фоулером (Simon Fowler), который работал над фотографиями для альбомов Сары «La Luna» и «Harem». Промовидео сделано в том же стиле.

## Промоушен
Для промоушена диска был снят концерт в Соборе святого Стефана, который шёл по каналам PBS. Это был закрытый концерт для фанатов, билеты распространялись через форум официального сайта Сары. В концерте приняли участие Аллесандро Сафина, Крис Томпсон и Фернандо Лима.
Другой частью промоушена была телевизионная реклама, сделанная в том же стиле, что и коллажи в буклете альбома. Кроме этого Сара приняла участие в различных телевизионных шоу.

## Список композиций
1. «Gothica» (Carsten Heusmann, Frank Peterson) — 1:20
2. «Fleurs du Mal» (Sarah Brightman, M. Himmelsbach, K. Hirschburger, Matthias Meissner, Peterson, Thomas Schwarz) — 4:10
3. «Symphony» (G.Black, Brightman, Stefanie Kloß, Andreas Nowak, Johannes Stolle, Thomas Stolle) — 4:47
4. «Canto Della Terra» (с участием Андреа Бочелли) (Francesco Sartori, Lucio Quarantotto) — 3:59
5. «Sanvean» (Andrew Claxton, Lisa Gerrard) — 3:50
6. «I Will Be with You» (с участием Пола Стэнли) (Espen Lind, Magnus Rostandmo, Amund Bjorklund) — 4:31
7. «Schwere Träume» (Brightman, Hirschburger, Peterson, Michael Soltau) — 3:22
8. «Sarai Qui» (с участием Алессандро Сафина) (Diane Warren, Michelangelo LaBionda) — 3:56
9. «Storia D’Amore» (Brightman, P. Cordel, LaBionda) — 4:03
10. «Let It Rain» (Heusmann, Hirschburger, Peterson) — 4:17
11. «Attesa» (C. Ferrau, P. Mascagni) — 4:26
12. «Pasión» (с участием Fernando Lima) (Avendaño Lührs Jorge) — 5:14
13. «Running» (Brightman, Hirschburger, Peterson) — 6:09

## Список кавер-версий
- Symphony (Silbermond)
- Canto della Terra (Andrea Bocelli)
- Sanvean (Dead Can Dance)
- I will be with you (Sissel& Espin Lind)
- Sarai Qui (There You'll Be, Faith Hill)

## Издания
- Североамериканское Скрытый трек «Fleurs du Mal» (Реприза) после Running
- Европейское Бонус-трек - «Sarahbande» после него скрытый трек Fleurs du Mal» (Реприза)
- Японское Бонус-трек - «Forbidden Colours», после него скрытый трек Fleurs du Mal» (Реприза)
- Польское включает «I will be with you» с польским певцом Andrzej Lampert (дата релиза - 28 апреля)
- Русское - «I will be with you» c Сергеем Пенкиным, после неё скрытый трек «Fleurs du Mal» (Реприза)

## Синглы
- «I Will Be with You» (с участием Chris Thompson) (2007) — саундтрек к 10 части аниме Покемоны
- «Running» (2007) — исполнялась Сарой на открытии IAAF в Осаке
- «Pasión» (с участием Fernando Lima) (2007) — саундтрек к одноимённой мексиканской теленовелле

## Релизы
28 Января — Мексика 

29 января —  США,  Канада,  Гонконг,  Сингапур,  Китайская Республика 

4 февраля —  Республика Корея 

25 февраля — Остальная восточная Азия 

27 февраля —  Япония 

17 марта —  Европа ,  Австралия ,  Новая Зеландия , остальная часть мира (Кроме Великобритании и Ирландии)

19 марта —  Финляндия

20 марта —  Болгария

28 марта —  Австрия,  Германия,  Швейцария

31 марта —  Франция,  Норвегия

2 апреля —    Чили

11 апреля —  Ирландия

12 апреля —  Австралия

14 апреля —  Великобритания

28 апреля —  Польша

## Положение в чартах
| Чарт (2008)                                   | Наивысшая позиция |
| --------------------------------------------- | ----------------- |
| Australian ARIA Albums Chart                  | 31                |
| Austria Alben Top 75                          | 10                |
| Belgium Flanders Ultratop 50 Albums           | 8                 |
| Canada Top Albums                             | 4                 |
| Czech Republic IFPI Top 50 Prodejni           | 14                |
| Holland Album Top 100                         | 20                |
| Finland Albums Top 40                         | 27                |
| Germany Media Control Albums Top 100          | 21                |
| Greece IFPI Albums Top 50                     | 7                 |
| Hungary MAHASZ Top 40 Album                   | 13                |
| Ireland IRMA Albums Top 100                   | 50                |
| Israel Albums Top 30                          | 8                 |
| Japan Oricon Top Albums                       | 4                 |
| Mexico Top 100 Albums Chart                   | 5                 |
| New Zealand RIANZ Albums Top 40               | 28                |
| Poland OLiS Top 50                            | 18                |
| Portugal Albums Top 30                        | 20                |
| Spain Top Albums                              | 43                |
| Switzerland Alben Top 100                     | 24                |
| UK Albums Chart                               | 13                |
| U.S. Billboard Top 200 Albums                 | 13                |
| U.S. Billboard Top Classical Overall Albums   | 1                 |
| U.S. Billboard Top Classical Crossover Albums | 1                 |
| U.S. Billboard Top Internet Albums            | 1                 |
| U.S. Billboard Top Digital Albums             | 16                |
| United World Chart                            | 30                |